# 恋人岬

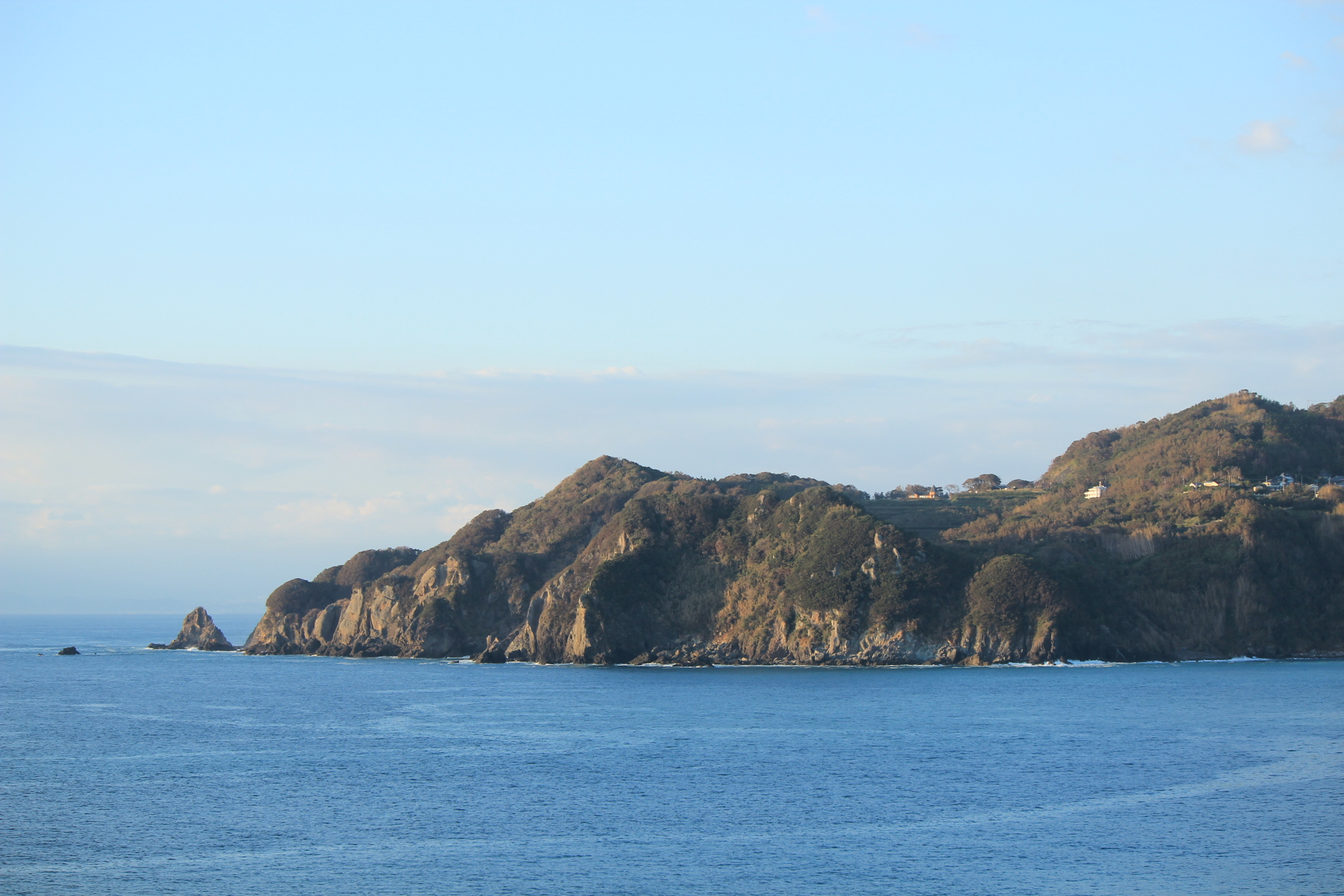
恋人岬を黄金崎から望む

恋人岬（こいびとみさき、英: Lover’s Cape）は、静岡県伊豆市にある岬である。観光地として多くの観光客が訪れる。グアムにも同名の岬があり、こちらも観光地として著名である。

## 概要

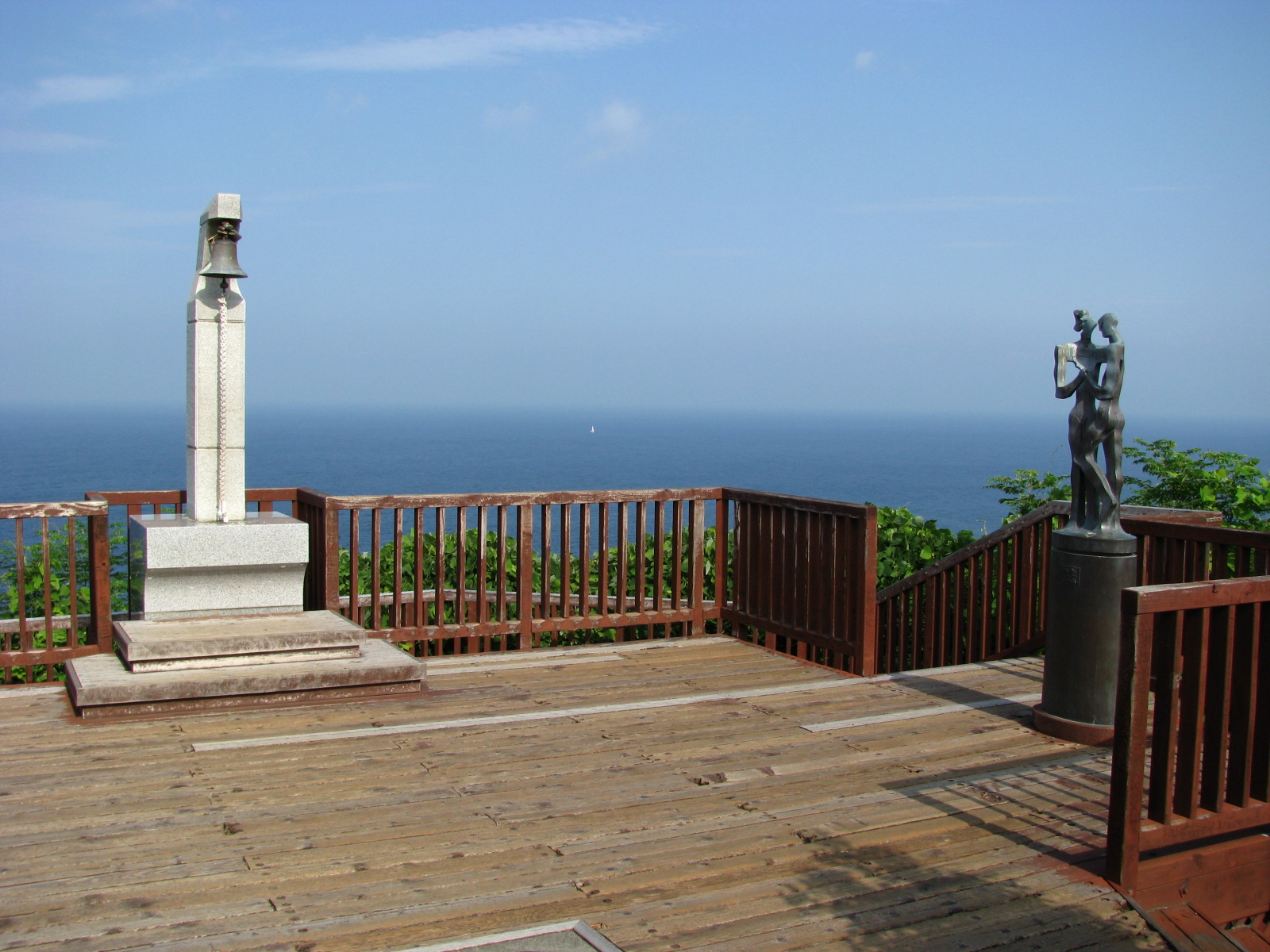
恋人岬「ラブコールベル」

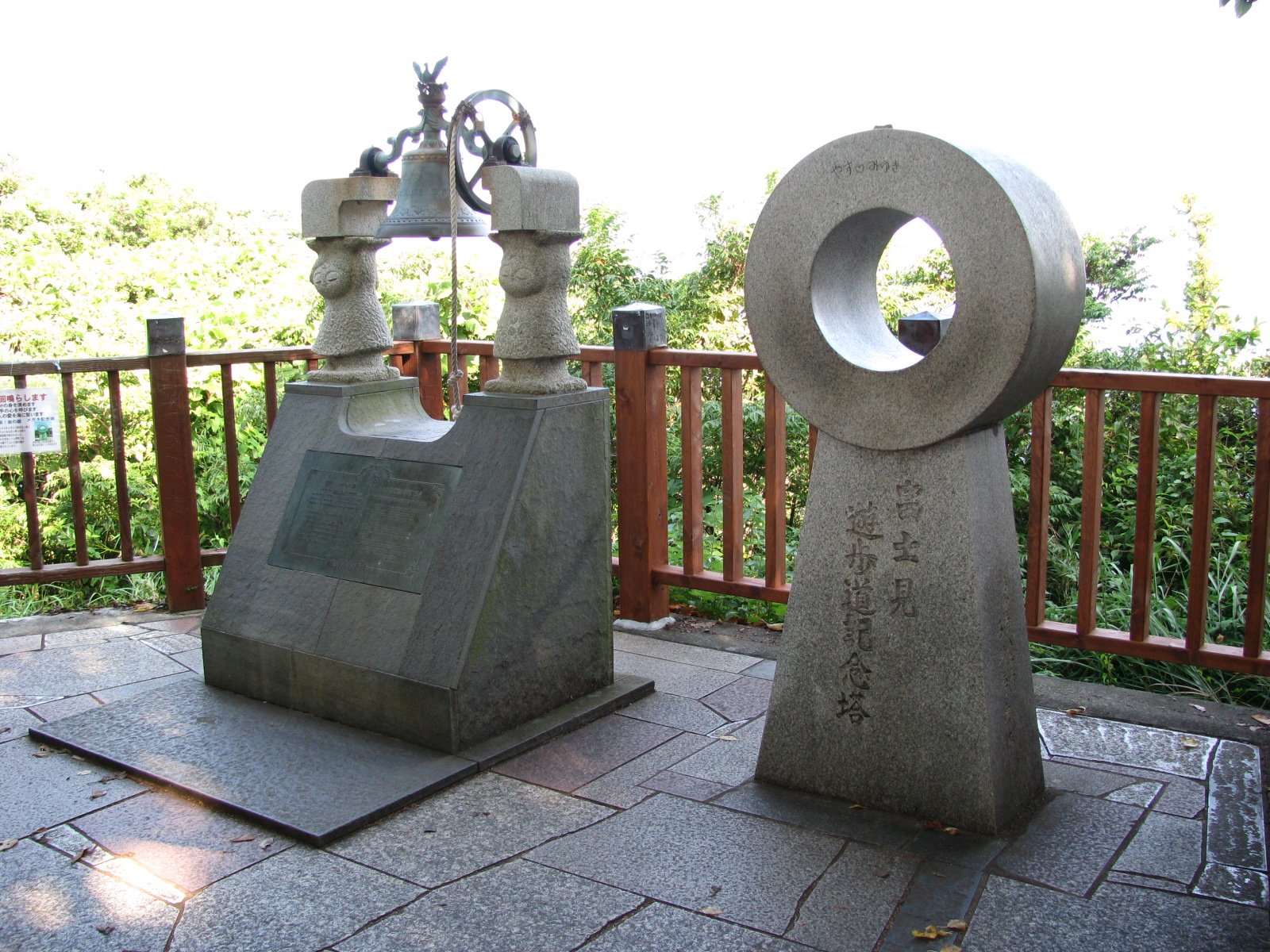
恋人岬「金の鐘」

旧来より男女二人が互いに鐘を鳴らし、その愛を確認した場所として伊豆市の廻り崎が民話に語りつがれていた。これにあやかって観光客が増加したことから、旧土肥町が1983年5月に廻り崎の地名を恋人岬に改称したのが始まりである。
恋人岬にはラブコールベル（愛の鐘）と呼ばれる鐘が設置されており、この鐘を3回鳴らすと恋愛が成就すると言われている。
時を経て金の鐘（俗称 幸せの鐘）も設置され、こちらも鳴らした者は愛がかなう、または幸せになれるとしている。この金の鐘は伊豆の恋人岬が、グアムの恋人岬と提携関係を結んだ際に送られたものである。グアムの恋人岬にも伊豆の恋人岬から送られた銀の鐘と呼ばれる鐘があり、こちらにも同様の言われがある。この伊豆、グアム双方の鐘を、愛し合う二人が鳴らすと、この上ない幸せが訪れるとされる。
伊豆市の鐘は、2009年8月11日の駿河湾地震で破損したことがある。なお、申込みをすれば恋人岬の先端で結婚式を挙げることができる。

## その他の恋人岬

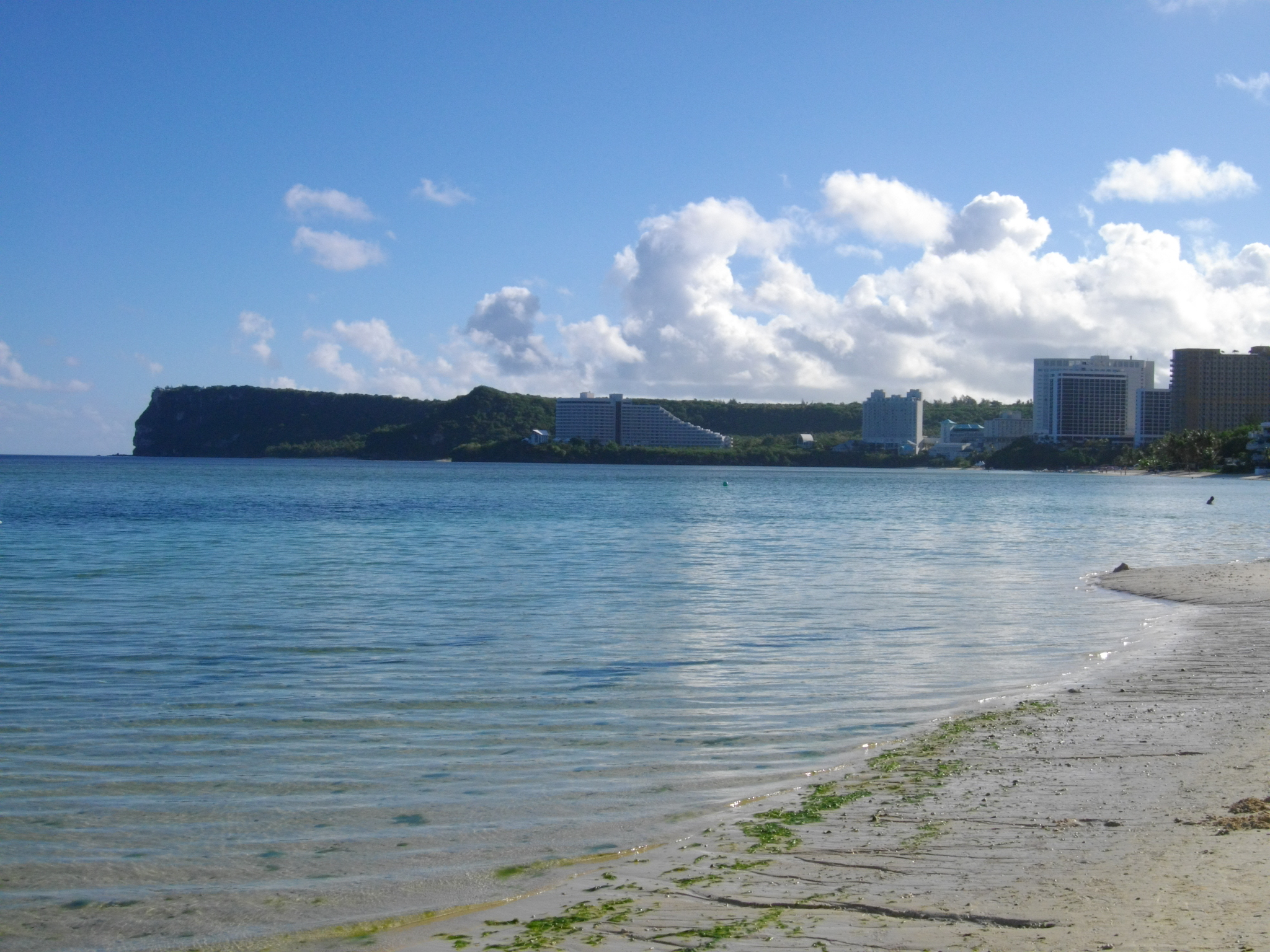
グアムの恋人岬をタモン湾越しに望む

### アメリカ合衆国グアム
グアムのタモン湾の北の端にある岬で、グアムで最も有名な景勝地である。岬の公園には、岬名の由来でもある男女が抱き合う像が立っている。これはスペイン統治時代に、先住民であるチャモロ族の娘が結婚を迫るスペイン人総督から逃れ、同族の恋人と永遠の愛を誓い、お互いの髪を結びあって岬の断崖から身を投じたという悲恋伝説をモチーフとしている。

### 日本

#### 新潟県

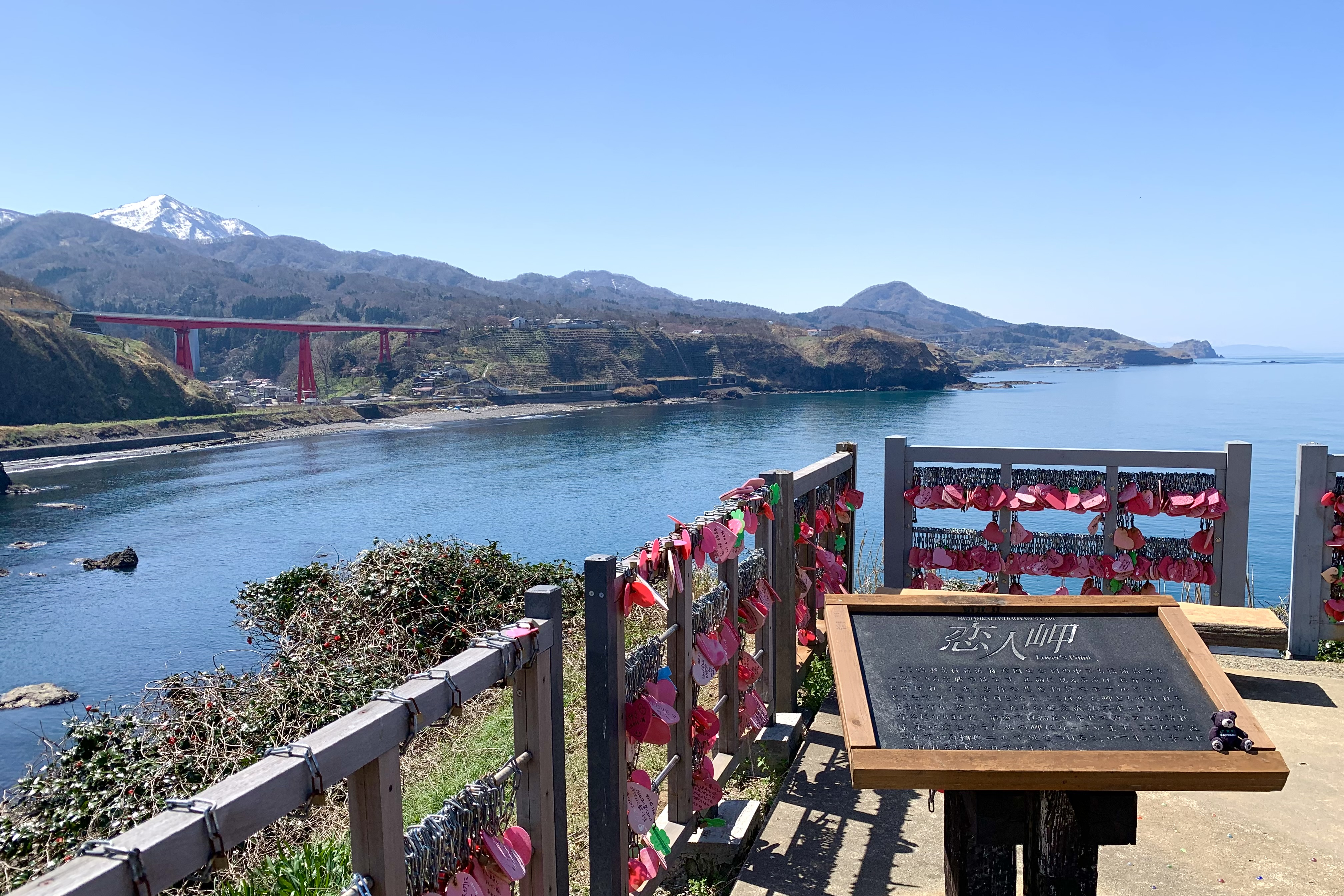
柏崎市・鴎が鼻の恋人岬

新潟県柏崎市にある同名の岬。「鴎ヶ鼻」と呼ばれる景勝地である米山福浦八景県立自然公園内に設置され、「日本海フィッシャーマンズケープ恋人岬」とも呼ばれる。
隣接地である「日本海フィッシャーマンズケープ」でレストラン・土産物店を営む地元観光業者によって、あえて「恋人岬」をキャッチコピーに観光地として整備された。愛の鐘が複数設置されているほか愛の鍵をかける柵があり、上記観光業者がカギやプレートの販売を行なっている。また、1kmほど離れたところに青海川駅や米山大橋があり、岬からも見ることができる。
2003年に同様にグアムの恋人岬と提携関係を結ぶが、伊豆とグアムの金と銀の鐘のようないわれはない。グアムの恋人岬と同様に、伊豆の恋人岬とは対照的な悲恋の伝説佐渡情話を元にしているというが、実は佐渡情話の舞台は数キロ東に在る番神岬である。

#### 和歌山県
和歌山県東牟婁郡すさみ町にある同名の岬。「すさみ八景」、「和歌山朝日夕陽百選」の一つに数えられる。
正面に見える「黒島」に激しい海流が当たり、真っ二つに裂けた波が再びぶつかり合う様は婦夫波や合掌波と呼ばれ、枯木灘を代表する奇観である。
展望台周辺にはブラジル原産のブーゲンビリアが咲き乱れ、南国ムードを楽しめる。